# Leptothele bencha
Leptothele bencha is een spinnensoort in de taxonomische indeling van de Dipluridae.
Het dier behoort tot het geslacht Leptothele. De wetenschappelijke naam van de soort werd voor het eerst geldig gepubliceerd in 1995 door Robert Raven & Schwendinger.